# Clapping Music

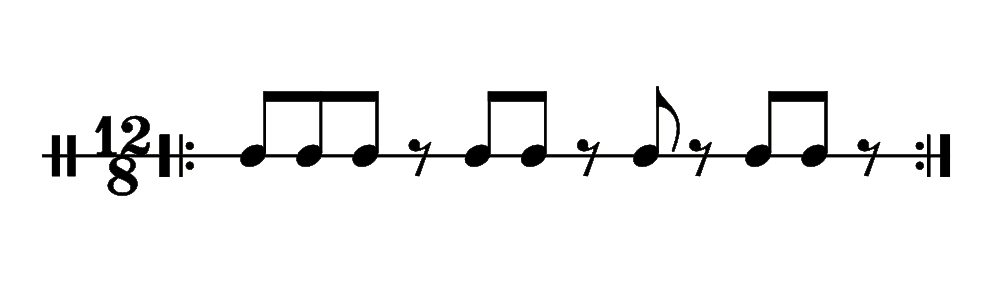
Ritmo base di Clapping Music (primi due modelli abbreviati) Lo si ritrova anche in altre composizioni di Reich.

Clapping Music è un brano minimalista composto da Steve Reich nel 1972. Può essere eseguito anche da due musicisti e per intero con il clapping.

## Descrizione
Uno sviluppo della tecnica del phasing dai primi lavori di Reich come Piano Phase, fu scritto dallo stesso (come anch'egli dice) quando volle "creare un brano che non ha bisogno di strumenti all'infuori del corpo umano". Tuttavia, apprese subito che la tecnica del phasing, troppo lento sia in che fuori tempo con qualcos'altro non era adatto per un semplice battimani coinvolto nella produzione dei suoni attuali che sono serviti per produrre tale tipo di musica.
Quindi, al posto del phasing, un musicista può battere un ritmo base, ovvero una variante del basilare modello campana africano in un tempo di 12/8 per l'intero brano. Gli altri battiti seguono lo stesso modello, ma solo dopo 8 o 12 battute il musicista può cambiare da una nota di 1/8 a quella giusta.
I due musicisti possono continuare fino a quando il secondo non cambia a note da 12/8 e da qui suona il motivo in unisono con il primo musicista (come all'inizio), circa 144 battute dopo. La variazione sul modello campana africano è di tipo minimale: infatti contiene solo un battito in più. Tuttavia, proprio questa aggiunta minimale contribuisce a rendere il brano più interessante dal punto di vista delle sincopi man mano che va avanti.
In un libro di Reich del 1974 intitolato "Writings About Music", v'è una foto del brano eseguito il 13 novembre 1973 al Contemporary Arts Museum di Houston